# Kanton Estissac
Kanton Estissac (fr. Canton d'Estissac) byl francouzský kanton v departementu Aube v regionu Champagne-Ardenne. Tvořilo ho 10 obcí. Zrušen byl po reformě kantonů 2014.

## Obce kantonu
- Bercenay-en-Othe
- Bucey-en-Othe
- Chennegy
- Estissac
- Fontvannes
- Messon
- Neuville-sur-Vannes
- Prugny
- Vauchassis
- Villemaur-sur-Vanne